# Zenit 3F
Zenit-3F (ros. Зенит-3ф, inne nazwy: Zenit 3SLBF, Zenit 2SB/Fregat) – ukraińska rakieta nośna jednokrotnego użytku, budowana przy współpracy z rosyjskim biurem konstrukcyjnym NPO Ławoczkin.
Jest ona konstrukcją opartą na rakiecie Zenit-2M, z dodatkowym stopniem Fregat SB.
Pierwszy start rakiety Zenit 3F odbył się 20 stycznia 2011 na kosmodromie Bajkonur, wynosząc satelitę Elektro-Ł. Użyta została również do wyniesienia satelity Spektr-R 18 lipca 2011.

## Starty
1. 20 stycznia 2011, 12:29 UTC; miejsce startu: Bajkonur (LC45/1), Kazachstan
Ładunek: Elektro-Ł; Uwagi: start udany
2. 18 lipca 2011, 02:31 UTC; miejsce startu: Bajkonur (LC45/1), Kazachstan
Ładunek: Spektr-R; Uwagi: start udany
3. 11 grudnia 2015, 13:45 UTC; miejsce startu: Bajkonur (LC45/1), Kazachstan
Ładunek: Elektro-Ł 2; Uwagi: start udany
4. 26 grudnia 2017, 19:00 UTC; miejsce startu: Bajkonur (LC45/1), Kazachstan
Ładunek: AngoSat 1; Uwagi: start udany

Opracowano na podstawie: Jonathan's Space Home Page